# Autobahnkreuz Marl-Nord
Das Autobahnkreuz Marl-Nord (Abkürzung: AK Marl-Nord; Kurzform: Kreuz Marl-Nord) ist ein Autobahnkreuz in Marl (Nordrhein-Westfalen) in der Metropolregion Rhein-Ruhr. Es verbindet die Bundesautobahn 43 (Münster – Wuppertal) mit der Bundesautobahn 52 (Roermond – Marl) und der Landesstraße 612.

## Geografie
Das Autobahnkreuz liegt auf dem Stadtgebiet von Marl im Kreis Recklinghausen, an der Stadtgrenze zu Haltern am See. Nächstgelegene Stadtteile sind Bergbossendorf und Hamm-Bossendorf, zu Haltern gehörig und Sickingmühle, das zu Marl gehört. Es befindet sich etwa 30 Kilometer nordöstlich von Essen, etwa 30 Kilometer nordwestlich von Dortmund und etwa 45 Kilometer südwestlich von Münster.
Das Autobahnkreuz Marl-Nord trägt auf der A 43 die Anschlussstellennummer 9, auf der A 52 die Nummer 50.

## Bauform und Ausbauzustand
Beide Autobahnen sind vierstreifig ausgebaut, die L 612 ist dreistreifig ausgebaut. Alle Verbindungsrampen sind einspurig ausgeführt.
Das Autobahnkreuz wurde als Kleeblatt angelegt und 1987 zusammen mit dem letzten Abschnitt der A 52 zwischen Dorsten-Ost und Marl-Nord eröffnet.
Auf der A 52 sind keine Parallelfahrbahnen angelegt, die Rampen schließen direkt an die Hauptfahrbahnen an.

## Verkehrsaufkommen
Das Kreuz wurde im Jahr 2015 täglich von rund 80.000 Fahrzeugen befahren.
| Von                 | Nach                  | Durchschnittliche tägliche Verkehrsstärke | Durchschnittliche tägliche Verkehrsstärke | Durchschnittliche tägliche Verkehrsstärke | Anteil Schwerlastverkehr | Anteil Schwerlastverkehr | Anteil Schwerlastverkehr |
| Von                 | Nach                  | 2005                                      | 2010                                      | 2015                                      | 2005                     | 2010                     | 2015                     |
| ------------------- | --------------------- | ----------------------------------------- | ----------------------------------------- | ----------------------------------------- | ------------------------ | ------------------------ | ------------------------ |
| AS Haltern (A 43)   | AK Marl-Nord          | 53.700                                    | 51.100                                    | 50.200                                    | 11,4 %                   | 11,1 %                   | 10,3 %                   |
| AK Marl-Nord        | AS Marl-Sinsen (A 43) | 60.200                                    | 51.800                                    | 47.900                                    | 09,2 %                   | 08,6 %                   | 08,2 %                   |
| AS Marl-Hamm (A 52) | AK Marl-Nord          | 30.100                                    | 29.400                                    | 35.300                                    | 12,1 %                   | 13,1 %                   | 12,4 %                   |
| AK Marl-Nord        | AS Haltern (L 612)    | keine Daten                               | keine Daten                               | keine Daten                               | keine Daten              | keine Daten              | keine Daten              |